# ديسايفر

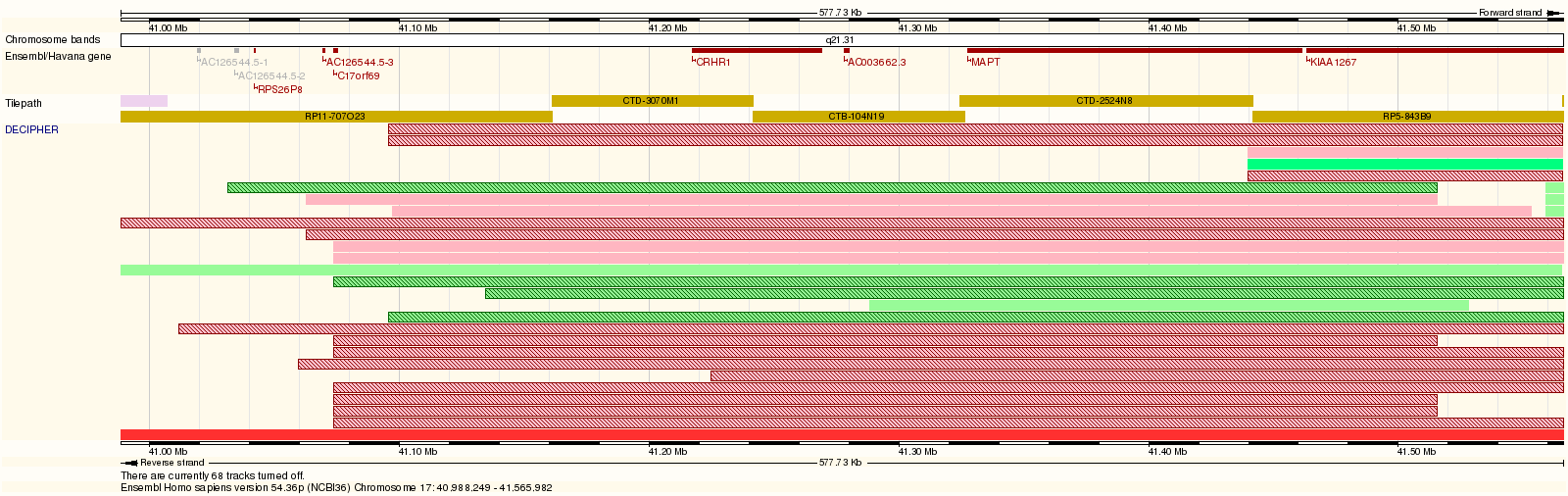
قطعة من جينوم بشري مصدري، يظهر باستخدام إنسمبل مع مجال ديسايفر مفعل. الخطوط الحمراء تظهر طفرات وراثية معينة لمريض معين مع حذف خلال المنطقة، أما الخطوط الخضراء فتظهر التكرار خلال المنطقة. المنطقة الظاهرة تشمل قطعة كروموسوم مفقودة لمريض مصاب بمتلازمة حذف 17q21.3 المتكرر.

ديسايفر (بالإنجليزية: DECIPHER)‏ هو مختصر لقاعدة بيانات عدم توازن الكروموسومات وأنماطها الظاهرية في الإنسان باستخدام مصادر إنسمبل (بالإنجليزية: DatabasE of Chromosomal Imbalance and Phenotype in Humans using Ensembl Resources)‏ هي موقع إلكتروني ومصدر لقواعد بيانات التغاير في بيانات الجينوم من تحليل الحمض النووي الريبوزي المنقوص الأكسجين للمريض. يوثق الموقع المشاكل الكرموسومية تحت المجهرية مثل الحذف والتكرار ومتغايرات التسلسل المرضي لأكثر من 25000 مريض وخرائط الجينوم البشري لهؤلاء المرضى باستخدام إنسمبل أو متصفح UCSC للجينوم. بالإضافة لذلك فهو يضع مصادر للمواصفات السريرية لكل مريض ويحفظ قواعد بيانات لمتلازمات الحذف والتكرار ويربطها مع التقارير العلمية الموثوقة ومجموعات الدعم.
أنشأ معهد سانغر في المملكة المتحدة في عام 2004 ديسايفر بتمويل من صندوق ويلكم. يساهم حوالي 240 مركزا متخصصا بالوراثة السريرية من 33 بلدا. يمثل كل مركز عالم خبير بالوراثة السريرية وعالم بالوراثيات الخلوية الجزيئية.

## روابط خارجية
- الموقع الرسمي
- Human Ensembl - إنسمبل
- UCSC Genome Browser - متصفح الجينوم لجامعة كاليفورنيا، سانتا كروز